# 城綾音
城綾音（日语：／ Shiro Ayane，2月26日—），日本漫畫家。出身於千葉縣。O型血。出道作是《夏洛特！》。
也以名義活動。

## 簡歷
於集英社主辦的第4屆（2010年）「金之頭飾大獎」上，憑藉《夏洛特！》獲得銅獎。並成為出道作品，然後在《別冊瑪格麗特》上連載。

## 作品列表
除特別提及的作品外，所有作品均由集英社、瑪格麗特漫畫出版。
- 夏洛特！[3][a]（《別冊瑪格麗特》2011年4月號—2014年8月號[b]、《The 瑪格麗特（日语：ザ マーガレット）》—2014年10月號、《別冊瑪格麗特 sister》、《別冊瑪格麗特》別冊附錄[4]發表，全1冊）
  1. 2013年3月25日發行[5]，《別冊瑪格麗特》2011年4月號—2012年7月號、2011年11月號別冊附錄《別瑪ex「學園祭」》、《別冊瑪格麗特 sister》2011年5月增刊號、9月增刊號、11月增刊號、2012年1月增刊號、4月增刊號、《The 瑪格麗特》2011年10月號、12月號、2012年2月號、4月號、6月號 ISBN 978-4-08-845017-9
- [6]（2017年—2019年，竹書房，BANBOO COMICS WIN Selection，全2冊）
  1. 2018年7月6日發行[7][8]、《漫畫人生WIN》2017年5月15日發佈[9][10]—2018年4月15日發佈、《漫畫人生（日语：まんがライフ）》2018年1月號[11] ISBN 978-4-8019-6317-7
  2. 2019年7月5日發行[12]，《漫畫俱樂部（日语：まんがくらぶ）》2018年8月號[13]，《漫畫人生WIN》2018年5月發佈—2019年4月發佈 ISBN 978-4-8019-6672-7
    - 新繪製的附加漫畫[c]
- 誰來告訴我這只是夢（《Manga Mee》2021年3月30日發佈[14]—連載中、《別冊瑪格麗特》2022年9月號、《The 瑪格麗特》2023年冬季號、瑪格麗特漫畫數位（電子版）、集英社少女漫畫（紙本版）名義。已出版8冊（紙本版，已出版8冊））
  1. 2021年9月25日發行[15]（2022年3月25日發行（紙本版）[16][17]，《Manga Mee》2021年3月30日發佈部分[14]—4月13日發佈部分 ISBN 978-4-08-855192-0）
  2. 2021年11月25日發行[18]（2022年3月25日發行（紙本版）[19][17]，《Manga Mee》2021年4月20日發佈部分—6月29日發佈部分、7月6日發佈部分、7月13日發佈部分 ISBN 978-4-08-855193-7）
  3. 2022年1月25日發行[20]（2022年6月23日發行（紙本版）[21]，《Manga Mee》2021年7月20日發佈部分—10月12日發佈部分 ISBN 978-4-08-855195-1）
    - 誰來告訴我這只是夢 番外篇（《Manga Mee》2021年8月3日發佈部分、9月28日發佈部分、10月19日發佈部分，紙本版）

  4. 2022年4月25日發行[22]（2022年9月22日發行（紙版）[23]，《Manga Mee》2021年10月26日發佈部分—2022年2月22日發佈部分 ISBN 978-4-08-855201-9）
    - 誰來告訴我這只是夢 番外篇（《Manga Mee》2022年1月25日發佈部分，紙本版）
    - 誰來告訴我這只是夢 新作品[c]（新作品，紙本版）

  5. 2022年8月25日發行[24]（2022年12月23日發行（紙本版）[25]，《Manga Mee》2022年3月15日發佈部分—6月14日發佈部分 ISBN 978-4-08-855202-6）
    - 誰來告訴我這只是夢 番外篇（《Manga Mee》2021年11月9日發佈部分、11月16日發佈部分、12月7日發佈部分、12月28日發佈部分、2022年3月8日發佈部分、4月5日發佈部分、4月12日發佈部分、4月19日發佈部分、5月31日發佈部分，紙本版）
    - 誰來告訴我這只是夢 新作品（新作品，紙本版）

  6. 2022年11月25日發行[26]（2023年3月24日發行（紙本版）[27] ISBN 978-4-08-855206-4）
  7. 2023年6月23日發行[28]（同日發行（紙本版）[29] ISBN 978-4-08-855207-1）
  8. 2023年10月25日發行[30]（同日發行（紙本版）[31] ISBN 978-4-08-855215-6）

### 單行本未收錄作品
- （《別冊瑪格麗特 sister》、《bianca》[32][33][34]、《別冊瑪格麗特》別冊附錄、《瑪格麗特 channel》等發表）
- 社長秘書是高中生!?（《The 瑪格麗特（日语：ザ マーガレット）》2014年12月號）
- （《別冊瑪格麗特》2015年1月号別冊附錄《moi！》11號—22月號別冊附錄《moi！》12號）
- 宿敵LIFE！（《別冊瑪格麗特 sister》2015年12月增刊號 秋祭03）
- 重重的愛！（《別冊瑪格麗特》2016年1月號）
- 北風與太陽（《The 瑪格麗特》2016年2月號）
- 重井先生重重的愛！[35]（《別冊瑪格麗特 sister》2016年6月增刊號 春祭VOL.2、《別冊瑪格麗特》2016年10月號、《別冊瑪格麗特 網路漫畫》2016年5月13日發佈—2020年3月25日發佈[36]）
- [37]（《別冊瑪格麗特》2017年10月號[38]—11月號、2018年1月號—2020年10月號[39]）

## 腳註

## 外部連結
- 城綾音的X（前Twitter） （日語）
- 第4屆金之頭飾大獎，存于 （日語）—第4屆金之頭飾大獎得主專訪